# Maltese First Division 1921/1922
Soutěžní ročník Maltese First Division 1921/22 byl 11. ročníkem Maltese First Division, nejvyšší maltské fotbalové ligy. Soutěž byla v této sezóně zúžena z 11 na 7 účastníků. Šampionem se podruhé v řadě stala Floriana.

## Tabulka
| Poř. | Tým              | Z | V | R | P | VG | OG | B  |
| ---- | ---------------- | - | - | - | - | -- | -- | -- |
| 1.   | Floriana         | 6 | 4 | 2 | 0 | 8  | 1  | 10 |
| 2.   | Sliema Wanderers | 6 | 4 | 1 | 1 | 13 | 7  | 9  |
| 3.   | Malta Police     | 6 | 3 | 2 | 1 | 10 | 3  | 8  |
| 4.   | Valletta United  | 6 | 3 | 1 | 2 | 10 | 10 | 7  |
| 5.   | St. George's     | 6 | 0 | 4 | 2 | 2  | 6  | 4  |
| 6.   | Sliema Rangers   | 6 | 1 | 1 | 4 | 3  | 9  | 3  |
| 7.   | Old Lions        | 6 | 0 | 1 | 5 | 4  | 14 | 1  |

|  | Vítěz ligy |